# City and Colour
City and Colour è il progetto musicale solista di Dallas Green, cantante e chitarrista degli Alexisonfire. I primi tre album in studio, pubblicati tra il 2005 e il 2011, hanno avuto un buon riscontro di vendite in Canada, ricevendo un disco di platino caduno.

## Discografia

### Album in studio
- 2005 – Sometimes
- 2008 – Bring Me Your Love
- 2011 – Little Hell
- 2013 – The Hurry and the Harm
- 2015 – If I Should Go Before You
- 2019 - A Pill for Loneliness
- 2023 - The Love Still Held Me Near

### Album dal vivo
- 2007 – Live
- 2012 – Europe 2011

### EP
- 2004 – Simple Songs
- 2005 – The Death of Me
- 2005 – Missing EP
- 2008 – Live Session EP
- 2008 – The MySpace Transmissions
- 2010 – Live at the Verge
- 2010 – Live at the Orange Lounge EP
- 2011 – iTunes Live: SXSW (Live in Austin, TX/2011)